# Nicator vireo
Nicator vireo е вид птица от семейство Nicatoridae.

## Разпространение
Видът е разпространен в Ангола, Габон, Екваториална Гвинея, Камерун, Република Конго, Демократична република Конго, Уганда и Централноафриканската република.